# Königliche Gesellschaft der Wissenschaften in Uppsala

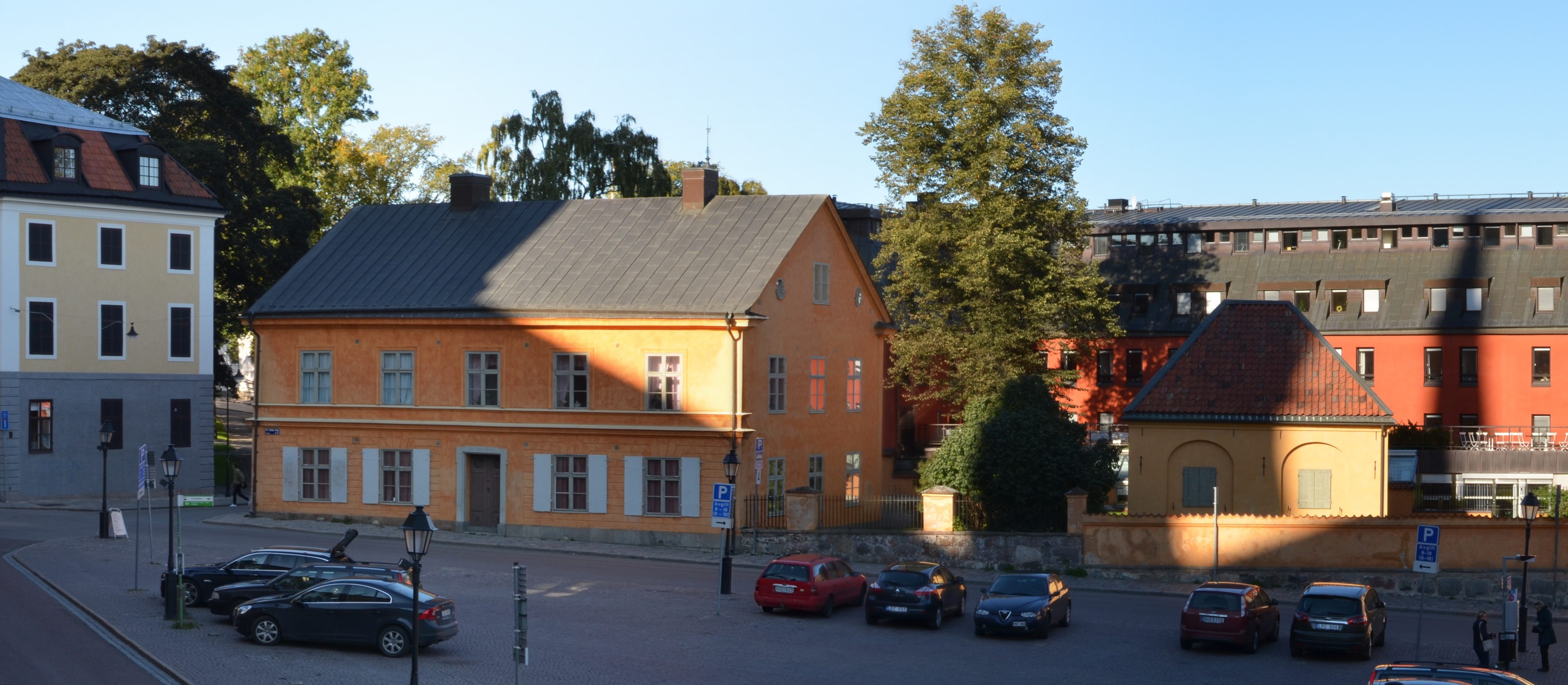
Gebäude der Königlichen Akademie

Die Königliche Gesellschaft der Wissenschaften in Uppsala (schwedisch Kungliga Vetenskaps-Societeten i Uppsala, lateinisch Societas regia scientarum upsaliensis) ist die älteste wissenschaftliche Gesellschaft in Schweden. Sie wurde 1710 in Uppsala auf Betreiben des Bibliothekars und späteren Erzbischofs Erik Benzelius des Jüngeren mit dem Namen Collegium curiosorum gegründet. 1719 wurde der Name zu Societas Literaria Sueciae geändert, 1728 mit königlicher Urkunde zu Societas regia literaria et scientarium. Bis Mitte des 18. Jahrhunderts war die Gesellschaft unter dem Namen Societas regia scientarum upsaliensis, zu Deutsch „Königliche Akademie der Wissenschaften zu Uppsala“, bekannt.
Zu den ersten Mitgliedern der Gesellschaft zählten Emanuel Swedenborg und Anders Celsius.
Seit 1788 residiert die Gesellschaft im Vetenskapssocietetens hus neben dem Dom von Uppsala. Das Gebäude aus dem 17. Jahrhundert steht seit 1967 als Byggnadsminne unter Denkmalschutz.